# 新聞面對面
《新聞面對面》（英語：FACENEWS）是臺灣年代新聞台的政論談話性節目，於2010年6月18日開播至今，於每週一至週五20:00至22:00播出。主持人為謝震武。

## 節目內容
主要討論近期的新聞時事，並以政治方面為主，亦曾多次專訪政治人物。節目邀請資深媒體人、政治評論員、立委或各地議員進行討論。

## 歷任主持人
- 第一任：謝震武、谷懷萱[1]
- 第二任：謝震武（現任）[2]

## 代班主持人
- 陳園淳：年代新聞主播。

## 節目開場白
- 謝震武：你好，歡迎收看新聞面對面，我是謝震武。

## 固定來賓
民進黨代表：
•林俊憲（星期五固定時間來賓）
•王世堅
•陳亭妃
•李坤城
•蔡易餘
•何博文
•卓冠廷（星期一固定時間來賓）
•洪健益
•許淑華
•簡舒培
•林延鳳
•顏若芳
•林亮君
•趙怡翔
•吳沛憶
•林楚茵
•高嘉瑜
國民黨代表：
•鍾小平（星期二固定時間來賓）
•葉元之（星期三固定時間來賓）
•張斯綱
•李明賢
•鍾沛君
•游淑慧
•李柏毅
•凌濤
•詹為元
•秦慧珠
•謝龍介
•柯志恩
•徐巧芯
其他黨代表：
•苗博雅（社民黨）（星期二固定時間來賓）
•于北辰（無黨籍）（星期一、三固定時間來賓）
其他來賓/評論員/媒體人：
•康仁俊（星期一、三固定時間來賓）
•張益贍（星期二、四固定時間來賓）
•尚毅夫（星期二、五固定時間來賓）
•姚惠珍（星期一固定時間來賓）
•范世平（星期一固定時間來賓）
•陳柏惟（星期二固定時間來賓）
•陳敏鳳（星期三固定時間來賓）
•黃益中（星期二/三固定時間來賓）
•周偉航（星期四固定時間來賓）
•邱明玉（星期四固定時間來賓）
•黃揚明（星期四固定時間來賓）
•黃創夏（星期五固定時間來賓）
•陳東豪（星期五固定時間來賓）
•徐嶔煌（星期五固定時間來賓）
•單厚之（星期三固定時間來賓）
•王智盛
•林廷輝
•許維智
•邱敏寬

## 製作團隊
- 製作人：張家偉
- 執行企劃：蔡旻任
- 執行製作：廖柏翔、洪銘煒
- 製作助理：許婷倫
- 視訊：羅濟添、鄭正富
- 成音：倪瑞昌、林築昌
- 燈光：丁復國、廖坤一
- 攝影：蘇奕鴻、王一心、游子慶、黃世文、畢訓
- 後製：年代後製組
- 助理導播：莊慧婷、蕭可均
- 導播：楊啟男
- 製作/著作：年代新聞

## 外部連結
- 新聞面對面 - 年代新聞 （页面存档备份，存于）（繁體中文）
- FACENEWS/新聞面對面的Facebook專頁（繁體中文）
- YouTube上的新聞面對面頻道（繁體中文）

| 臺灣年代新聞台 星期一至五 20:00 - 22:00 | 臺灣年代新聞台 星期一至五 20:00 - 22:00 | 臺灣年代新聞台 星期一至五 20:00 - 22:00 |
| --------------------------------------- | --------------------------------------- | --------------------------------------- |
|                                         | 新聞面對面 （2010年6月18日－至今）      |                                         |
| 未知                                    | —                                       |                                         |